# Les Ressuintes
Les Ressuintes est une commune française située dans le département d'Eure-et-Loir en région Centre-Val de Loire, à 47 km de Chartres et 130 km de Paris.

## Géographie

### Situation
Les Ressuintes est une commune du Thymerais dans le Perche.
La commune des Ressuintes se situe dans la vallée assez plate de la rivière naissante la Meuvette.

Situation géographique
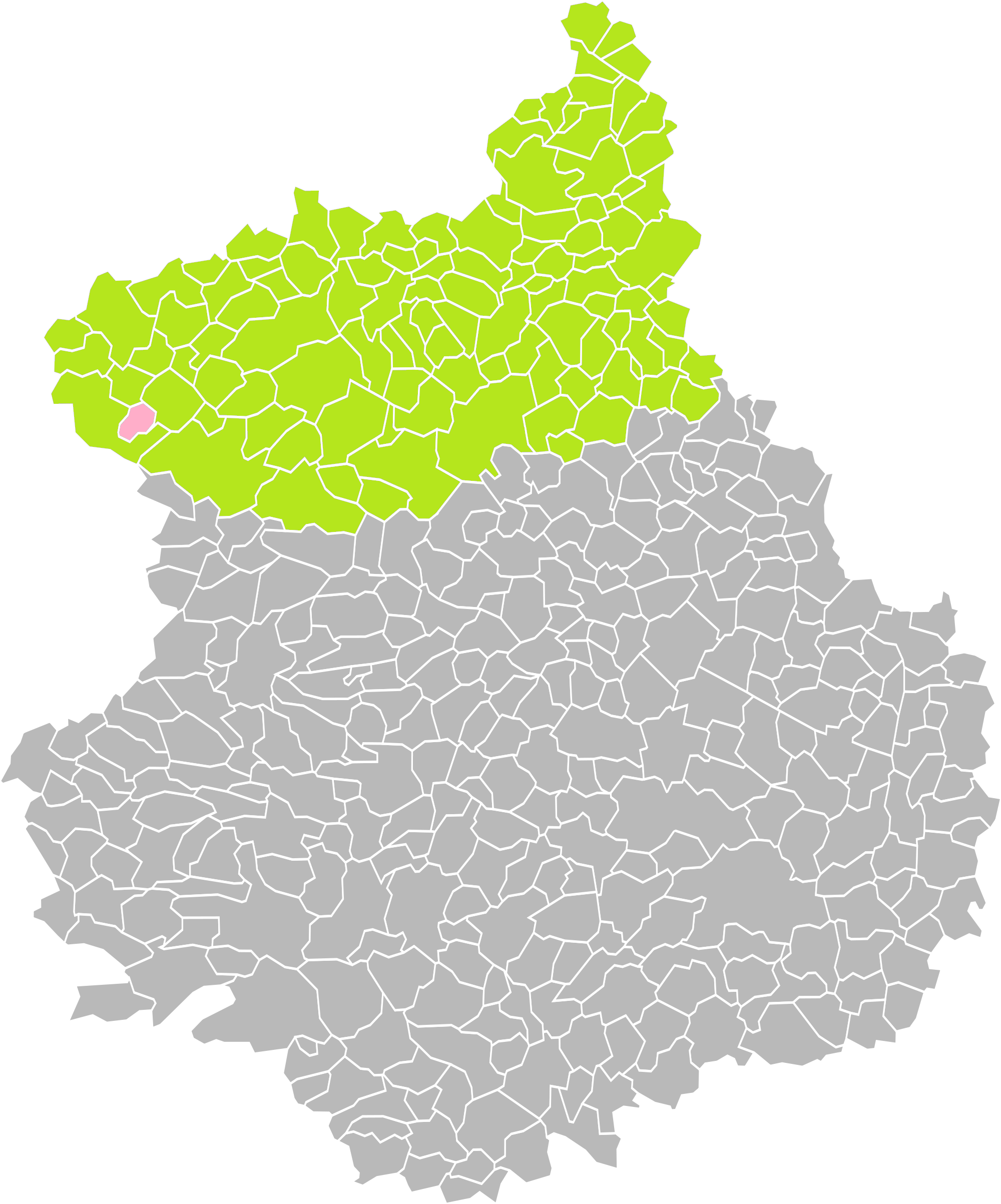
Les Ressuintes dans son arrondissement.
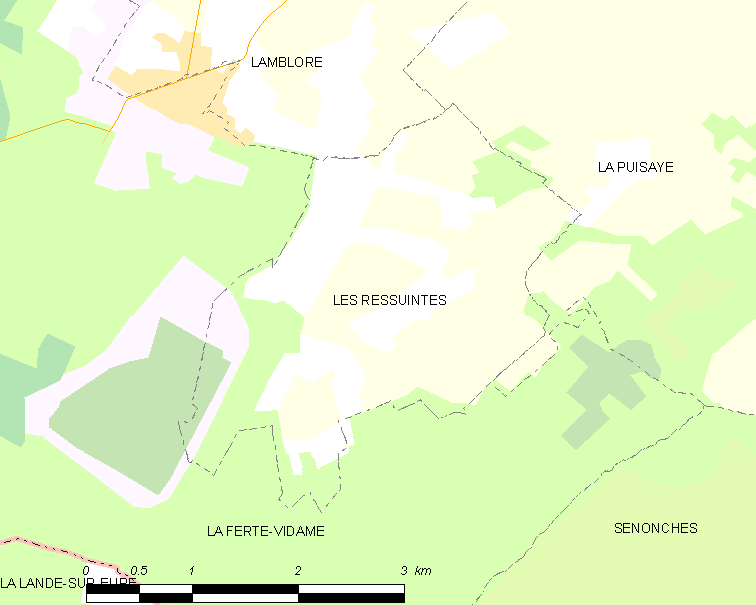
Carte de la commune des Ressuintes.

### Communes limitrophes
| Lamblore        |                 |            |
| La Ferté-Vidame | Les Ressuintes  | La Puisaye |
|                 | La Ferté-Vidame |            |

### Hydrographie
La commune est traversée par la Meuvette, affluent en rive droite de l'Avre, sous-affluent du fleuve la Seine par l'Eure.

### Climat
Pour des articles plus généraux, voir Climat du Centre-Val de Loire et Climat d'Eure-et-Loir.
En 2010, le climat de la commune est de type climat océanique dégradé des plaines du Centre et du Nord, selon une étude du CNRS s'appuyant sur une série de données couvrant la période 1971-2000. En 2020, Météo-France publie une typologie des climats de la France métropolitaine dans laquelle la commune est exposée à un climat océanique altéré et est dans la région climatique  Normandie (Cotentin, Orne), caractérisée par une pluviométrie relativement élevée (850 mm/a) et un été frais (15,5 °C) et venté. 
Pour la période 1971-2000, la température annuelle moyenne est de 9,8 °C, avec une amplitude thermique annuelle de 14,5 °C. Le cumul annuel moyen de précipitations est de 738 mm, avec 11,9 jours de précipitations en janvier et 8,2 jours en juillet. Pour la période 1991-2020, la température moyenne annuelle observée sur la station météorologique de Météo-France la plus proche, sur la commune de Senonches à 8 km à vol d'oiseau, est de 10,7 °C et le cumul annuel moyen de précipitations est de 817,0 mm,. Pour l'avenir, les paramètres climatiques de la commune estimés pour 2050 selon différents scénarios d'émission de gaz à effet de serre sont consultables sur un site dédié publié par Météo-France en novembre 2022.

## Urbanisme

### Typologie
Au 1er janvier 2024, Les Ressuintes est catégorisée commune rurale à habitat très dispersé, selon la nouvelle grille communale de densité à 7 niveaux définie par l'Insee en 2022.
Elle est située hors unité urbaine et hors attraction des villes,.

### Occupation des sols
L'occupation des sols de la commune, telle qu'elle ressort de la base de données européenne d’occupation biophysique des sols Corine Land Cover (CLC), est marquée par l'importance des territoires agricoles (72,6 % en 2018), en diminution par rapport à 1990 (79,4 %). La répartition détaillée en 2018 est la suivante : 
terres arables (48 %), prairies (24,6 %), forêts (19,5 %), espaces verts artificialisés, non agricoles (7,9 %). L'évolution de l’occupation des sols de la commune et de ses infrastructures peut être observée sur les différentes représentations cartographiques du territoire : la carte de Cassini (XVIIIe siècle), la carte d'état-major (1820-1866) et les cartes ou photos aériennes de l'IGN pour la période actuelle (1950 à aujourd'hui).

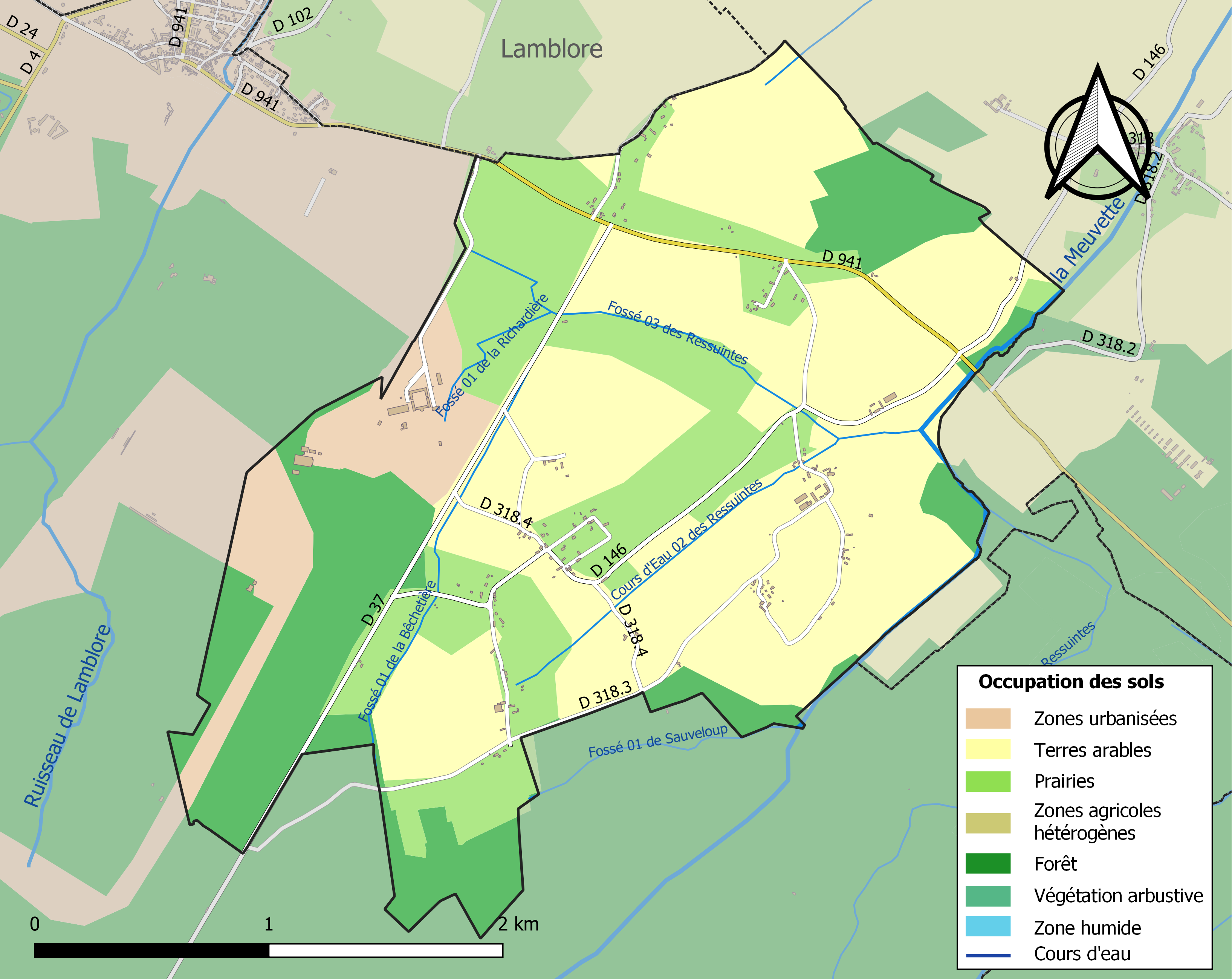
Carte des infrastructures et de l'occupation des sols de la commune en 2018 (CLC).

### Risques majeurs
Le territoire de la commune des Ressuintes est vulnérable à différents aléas naturels : météorologiques (tempête, orage, neige, grand froid, canicule ou sécheresse), inondations, mouvements de terrains et séisme (sismicité très faible). Il est également exposé à un risque technologique, le transport de matières dangereuses. Un site publié par le BRGM permet d'évaluer simplement et rapidement les risques d'un bien localisé soit par son adresse soit par le numéro de sa parcelle.

#### Risques naturels
Certaines parties du territoire communal sont susceptibles d’être affectées par le risque d’inondation par débordement de cours d'eau, notamment le Meuvette. La commune a été reconnue en état de catastrophe naturelle au titre des dommages causés par les inondations et coulées de boue survenues en 1999,.

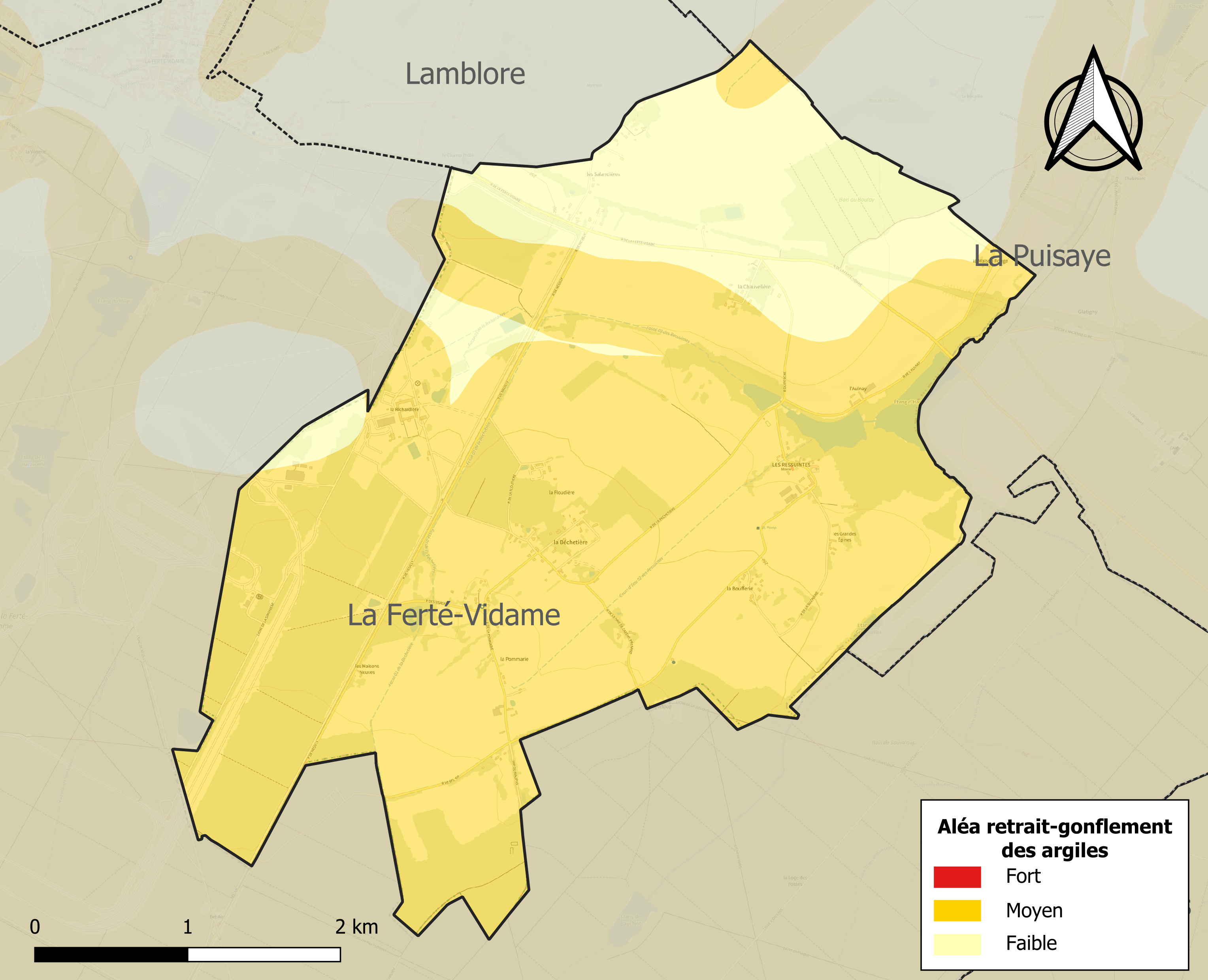
Carte des zones d'aléa retrait-gonflement des sols argileux des Ressuintes.

Les mouvements de terrains susceptibles de se produire sur la commune sont des affaissements et effondrements liés aux cavités souterraines. L'inventaire national des cavités souterraines permet de localiser celles situées sur la commune.
Le retrait-gonflement des sols argileux est susceptible d'engendrer des dommages importants aux bâtiments en cas d’alternance de périodes de sécheresse et de pluie. 79,5 % de la superficie communale est en aléa moyen ou fort (52,8 % au niveau départemental et 48,5 % au niveau national). Sur les 111 bâtiments dénombrés sur la commune en 2019, 87 sont en aléa moyen ou fort, soit 78 %, à comparer aux 70 % au niveau départemental et 54 % au niveau national. Une cartographie de l'exposition du territoire national au retrait gonflement des sols argileux est disponible sur le site du BRGM,.
Concernant les mouvements de terrains, la commune a été reconnue en état de catastrophe naturelle au titre des dommages causés par des mouvements de terrain en 1999.

#### Risques technologiques
Le risque de transport de matières dangereuses sur la commune est lié à sa traversée par des infrastructures routières ou ferroviaires importantes ou la présence d'une canalisation de transport d'hydrocarbures. Un accident se produisant sur de telles infrastructures est en effet susceptible d’avoir des effets graves au bâti ou aux personnes jusqu’à 350 m, selon la nature du matériau transporté. Des dispositions d’urbanisme peuvent être préconisées en conséquence.

## Toponymie
Le nom de la localité est attesté sous les formes Resumptae vers 1109, Resuntae en 1127, « Les eaux stagnantes ». De l'ancien français les reseantes, du latin resedentes. Influence du verbe « suinter », par étymologie populaire.
Ressuintes : nom féminin du XIIIe siècle, adjectif féminin pluriel substantivé de l'ancien français reseantes, « (terres) stagnantes », avec attraction de suinte, ce qui suinte de la terre (FEW, XII, 393b).

## Histoire
La Seigneurie des Ressuintes appartenait dans l'Ancien Régime à la famille du Hamel.

## Politique et administration

### Liste des maires
| Période | Période  | Identité          | Étiquette | Qualité   |
| ------- | -------- | ----------------- | --------- | --------- |
| 2001    | 2010     | André Robin       |           |           |
| 2010    | 2020     | Nicole Delaygue   | SE        | Retraitée |
| 2020    | En cours | Kristell Chevreau | RN        |           |

### Politique environnementale

#### Cadre de vie
Dans son palmarès 2016, le Conseil National des Villes et Villages Fleuris de France a attribué deux fleurs à la commune au Concours des villes et villages fleuris.

## Population et société

### Démographie
L'évolution du nombre d'habitants est connue à travers les recensements de la population effectués dans la commune depuis 1793. Pour les communes de moins de 10 000 habitants, une enquête de recensement portant sur toute la population est réalisée tous les cinq ans, les populations de référence des années intermédiaires étant quant à elles estimées par interpolation ou extrapolation. Pour la commune, le premier recensement exhaustif entrant dans le cadre du nouveau dispositif a été réalisé en 2006.

En 2022, la commune comptait 153 habitants, en évolution de +23,39 % par rapport à 2016 (Eure-et-Loir : −0,23 %, France hors Mayotte : +2,11 %).
| 1793 | 1800 | 1806 | 1821 | 1831 | 1836 | 1841 | 1846 | 1851 |
| ---- | ---- | ---- | ---- | ---- | ---- | ---- | ---- | ---- |
| 460  | 472  | 486  | 399  | 435  | 399  | 351  | 358  | 320  |

| 1856 | 1861 | 1866 | 1872 | 1876 | 1881 | 1886 | 1891 | 1896 |
| ---- | ---- | ---- | ---- | ---- | ---- | ---- | ---- | ---- |
| 331  | 313  | 288  | 250  | 235  | 220  | 239  | 232  | 206  |

| 1901 | 1906 | 1911 | 1921 | 1926 | 1931 | 1936 | 1946 | 1954 |
| ---- | ---- | ---- | ---- | ---- | ---- | ---- | ---- | ---- |
| 199  | 218  | 196  | 147  | 159  | 160  | 138  | 152  | 162  |

| 1962 | 1968 | 1975 | 1982 | 1990 | 1999 | 2006 | 2011 | 2016 |
| ---- | ---- | ---- | ---- | ---- | ---- | ---- | ---- | ---- |
| 163  | 115  | 100  | 101  | 79   | 127  | 145  | 141  | 124  |

| 2021 | 2022 | - | - | - | - | - | - | - |
| ---- | ---- | - | - | - | - | - | - | - |
| 141  | 153  | - | - | - | - | - | - | - |

## Culture locale et patrimoine

### Lieux et monument

#### Église Notre-Dame
Le lieu de culte originel des Ressuintes est apparu grâce à la source éponyme qui alimente le lavoir présent au nord de l'église.
Haimon des Ressuintes fait don de l'église Notre-Dame en 1109 à l'abbaye Saint-Père-en-Vallée de Chartres, lorsque ce dernier y fut fait prêtre. Cette église était probablement en bois et fut reconstruite en pierre, de style roman, par les moines bénédictins à la suite de cette donation. On trouve encore aujourd'hui des traces de l'édifice roman originel de par les contreforts, les petites ouvertures murées et la simplicité de construction des murs.
L'édifice est construit sur un plan simple : une nef rectangulaire se poursuit par un chœur en abside en plein cintre. Une sacristie, datant des XVIIe siècle et XVIIIe siècle et rehaussée en 1862, se situe sur la façade sud, au niveau du chœur. Le clocher, datant du XVIIe siècle, est bâti sur la façade sud, en alignement du portail ouest.
En 1855, de grands travaux sont entrepris. On ouvre deux grandes baies dans le mur sud (baies 6 et 8) et une autre dans le mur nord de la nef (baie 5). Les baies 8, 5 et 10 sont ornées de vitraux losangés de teintes chaudes portant respectivement un chrisme (XP), un Ω (AM) et AΩ. La baie 6 est un Saint-Éloi signé A. Berges, Toulouse 1881. La baie 7 est un vitrail en cage à mouches et rinceaux. Les baies 1 et 3 sont quant à elles du XXe siècle et sont de style abstrait géométrique coloré.
L'édifice comporte du mobilier ancien : un bénitier de la fin du XVe siècle, un confessionnal du XVIIIe siècle, un crucifix du XVIIe siècle sur la poutre d'entrée du chœur ainsi qu'une Vierge à l'Enfant assise qui trône au milieu du retable.

Église Notre-Dame
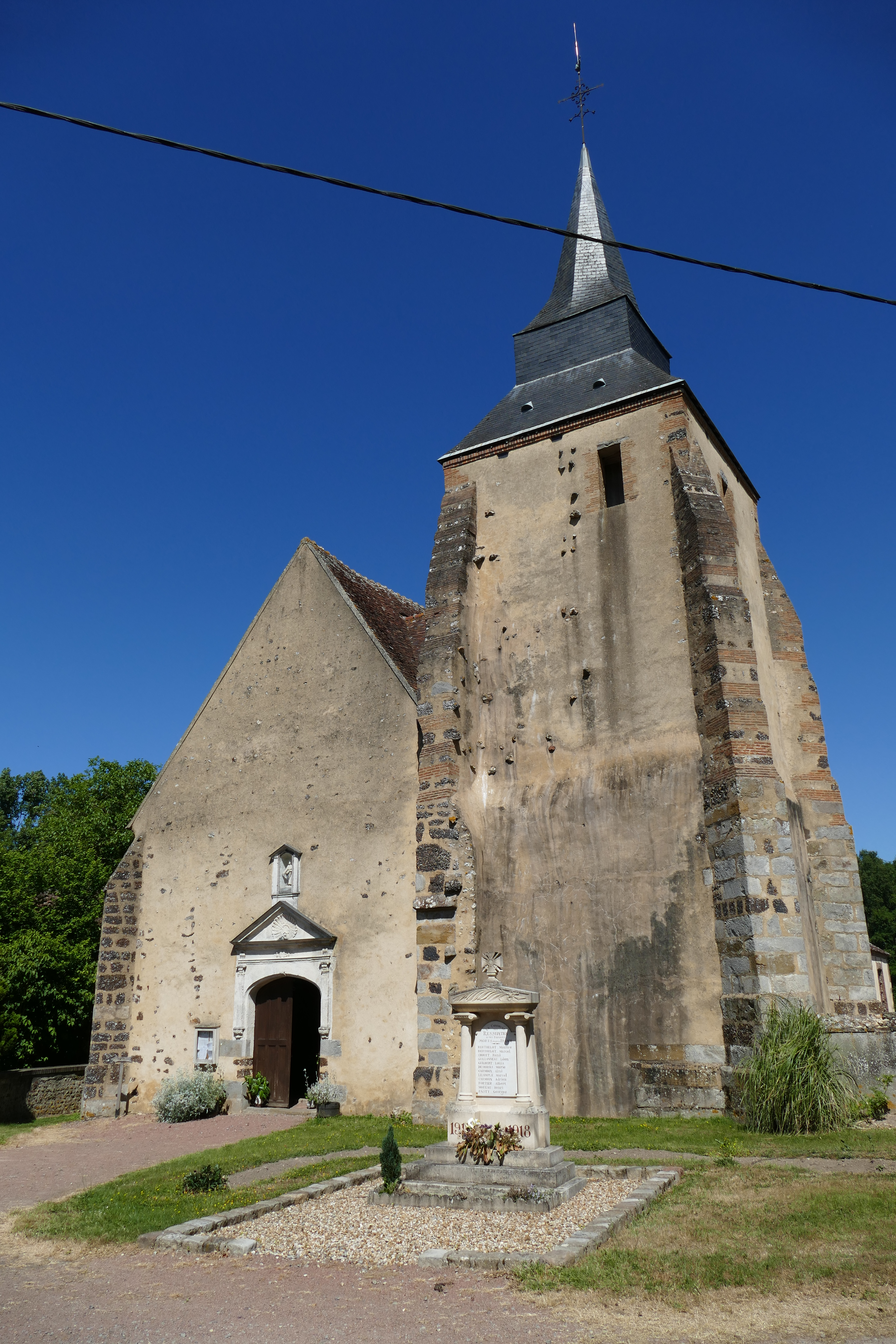
Façade ouest.
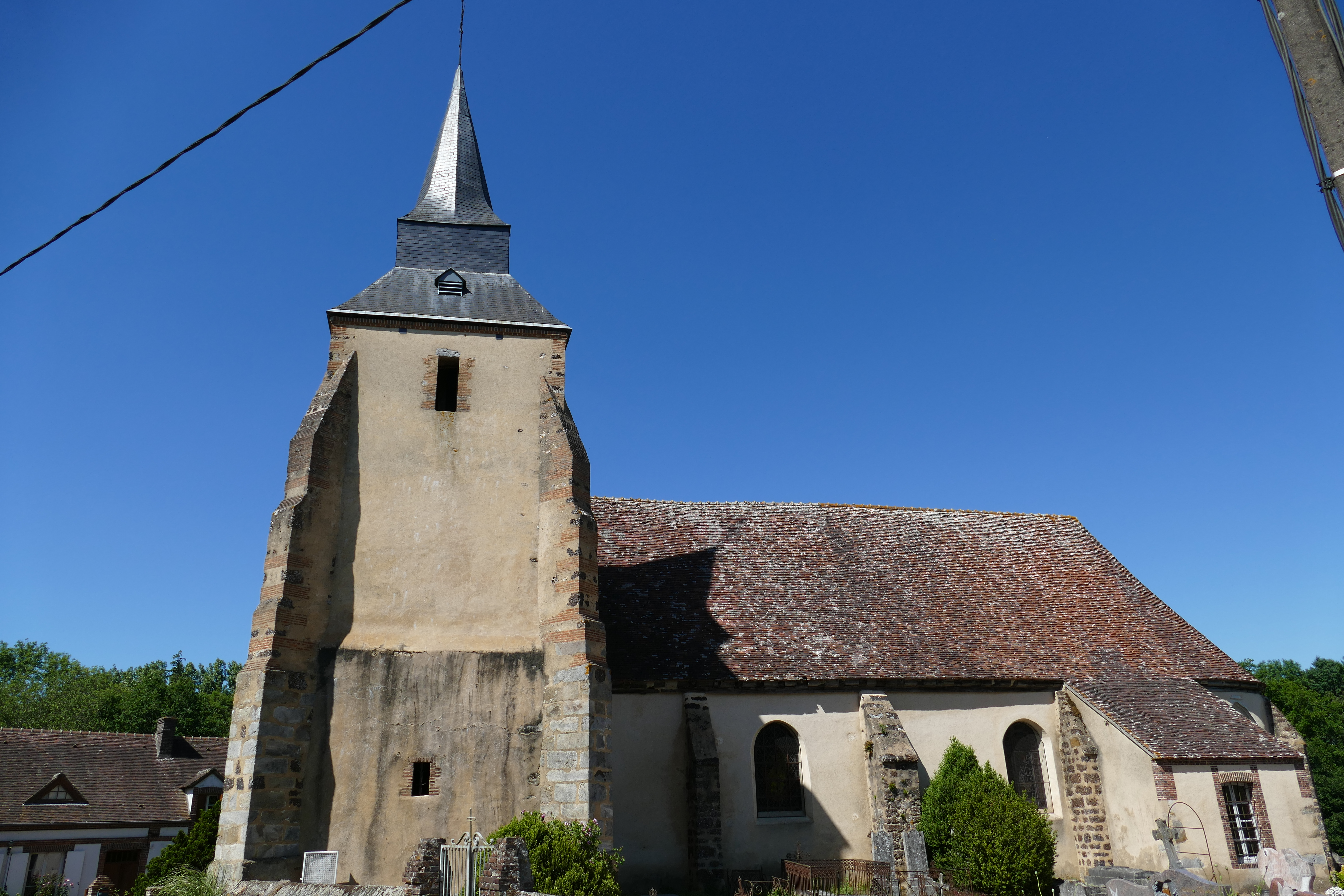
Façade sud.
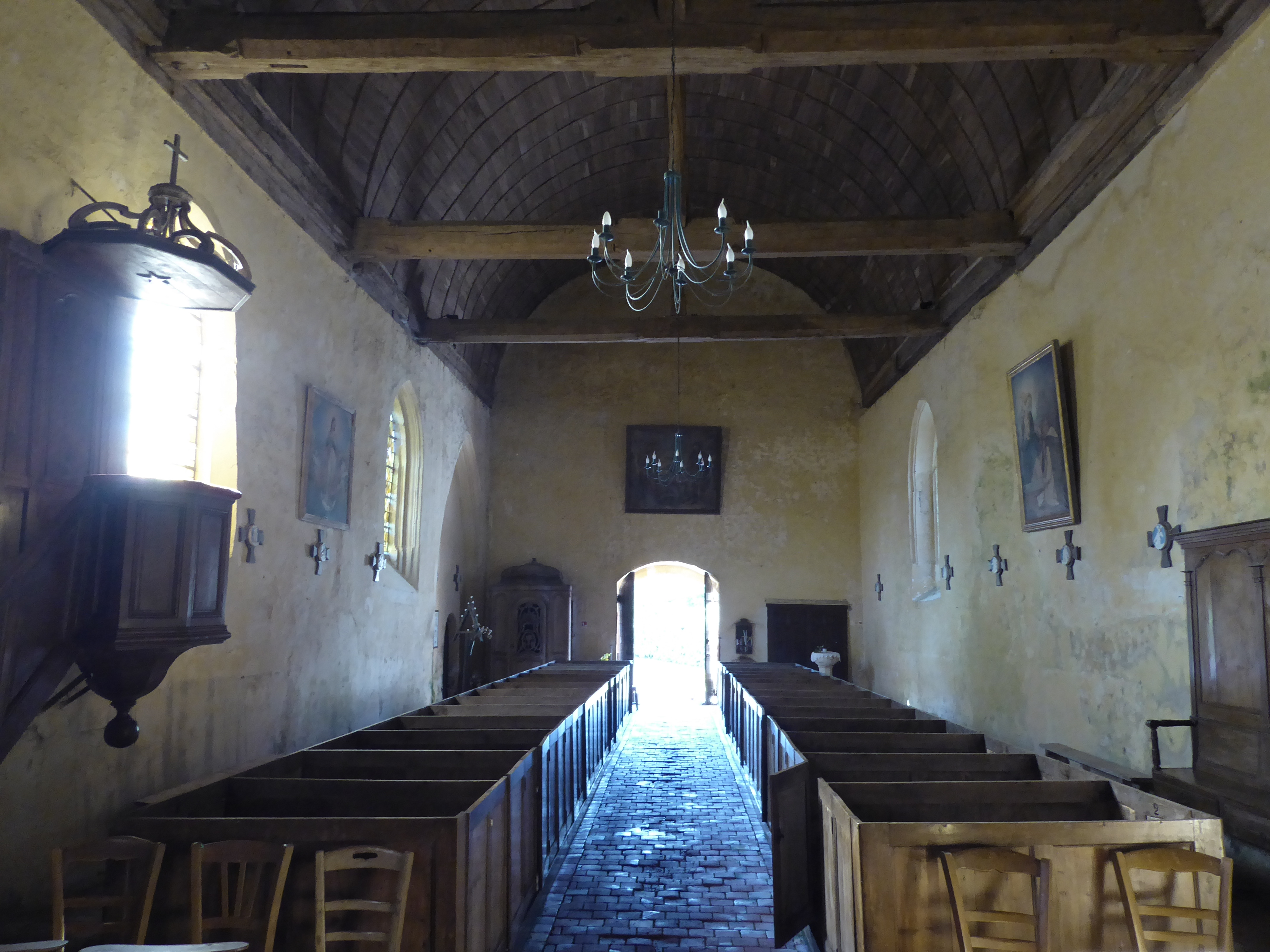
Nef vue du choeur.
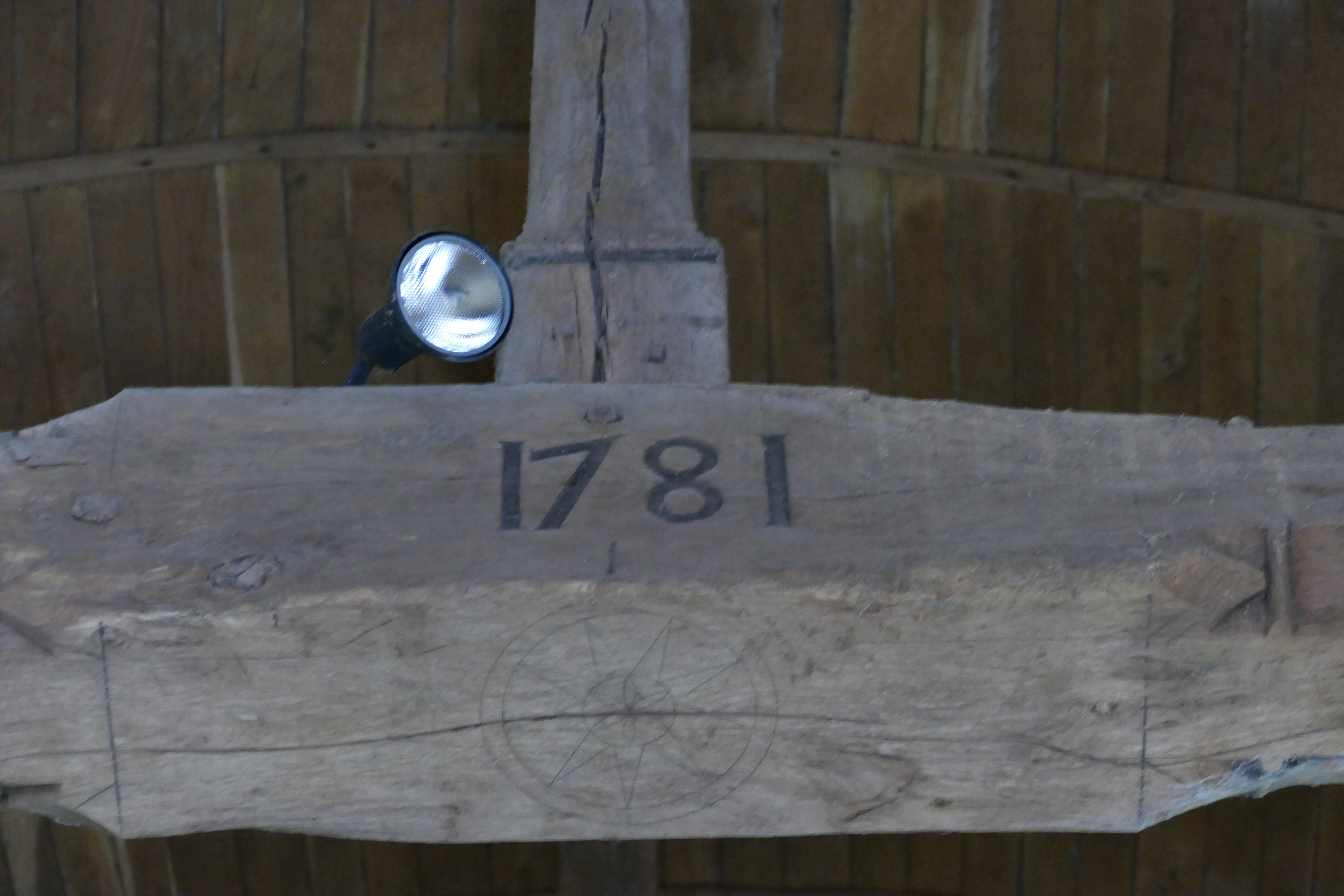
Inscription sur une ferme.

Vitraux de l'église
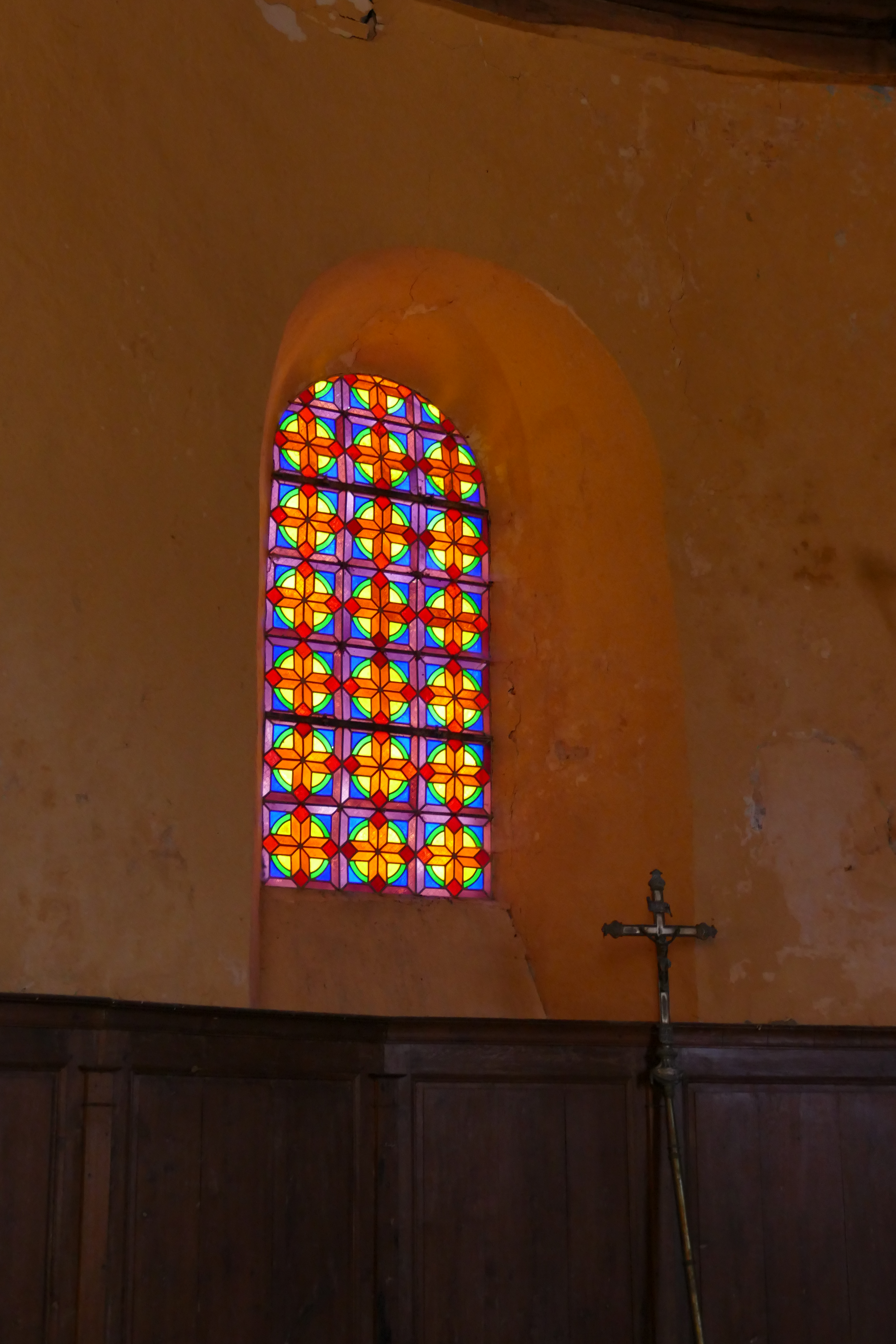
Baie 1, XXe siècle.
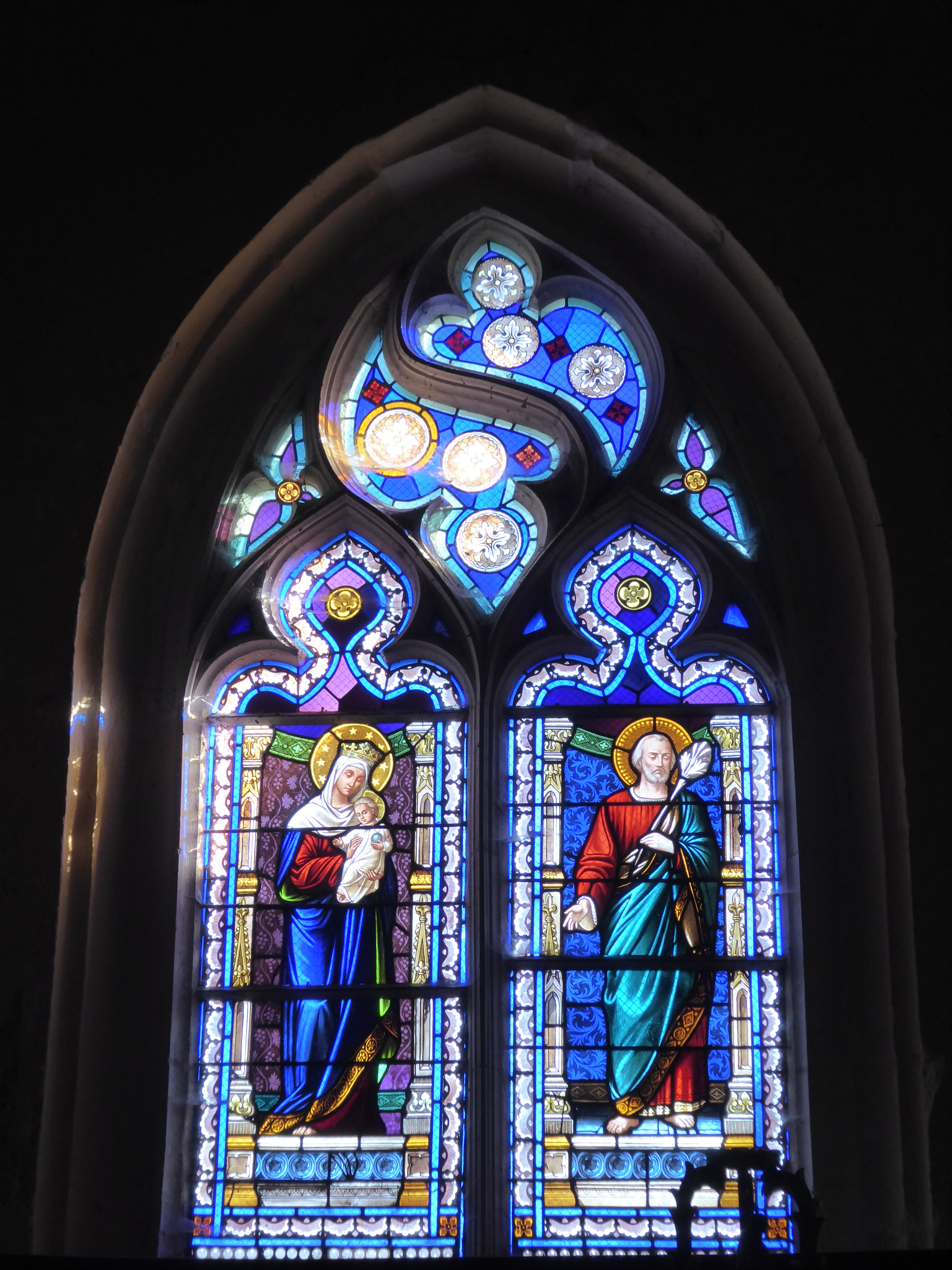
Baie 2, Vierge à l'Enfant, XIXe siècle.
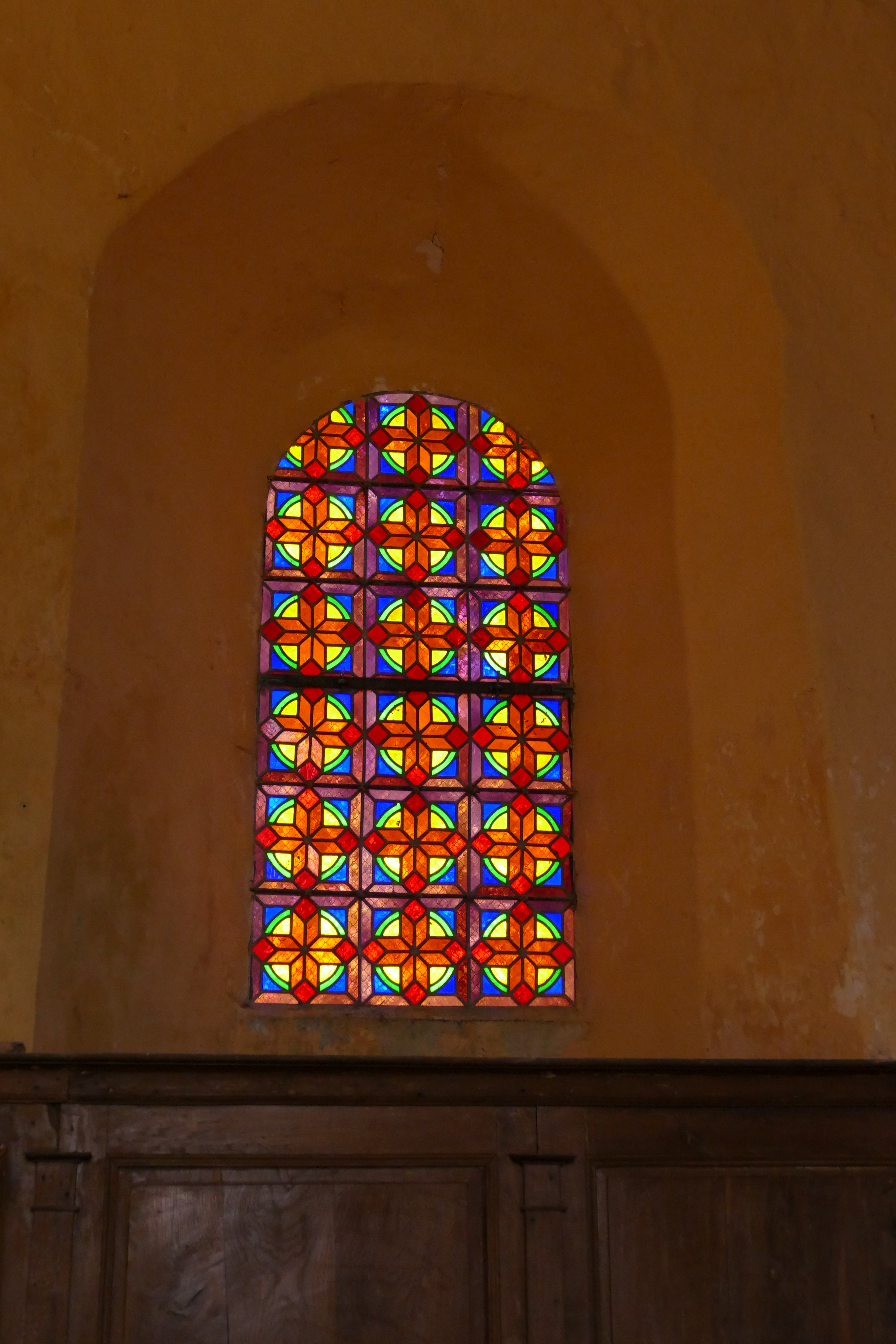
Baie 3, XXe siècle.
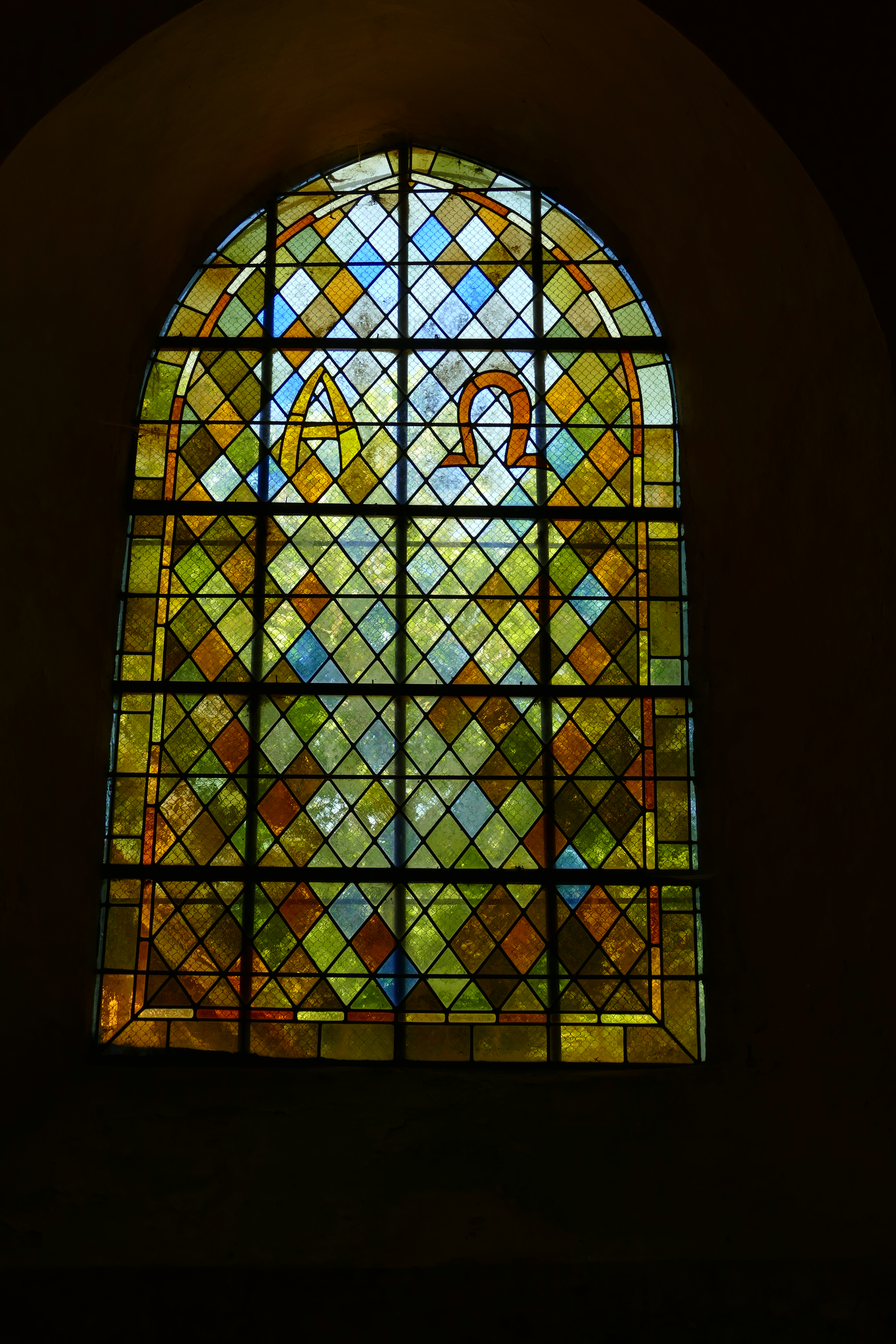
Baie 5, Losanges et AΩ.
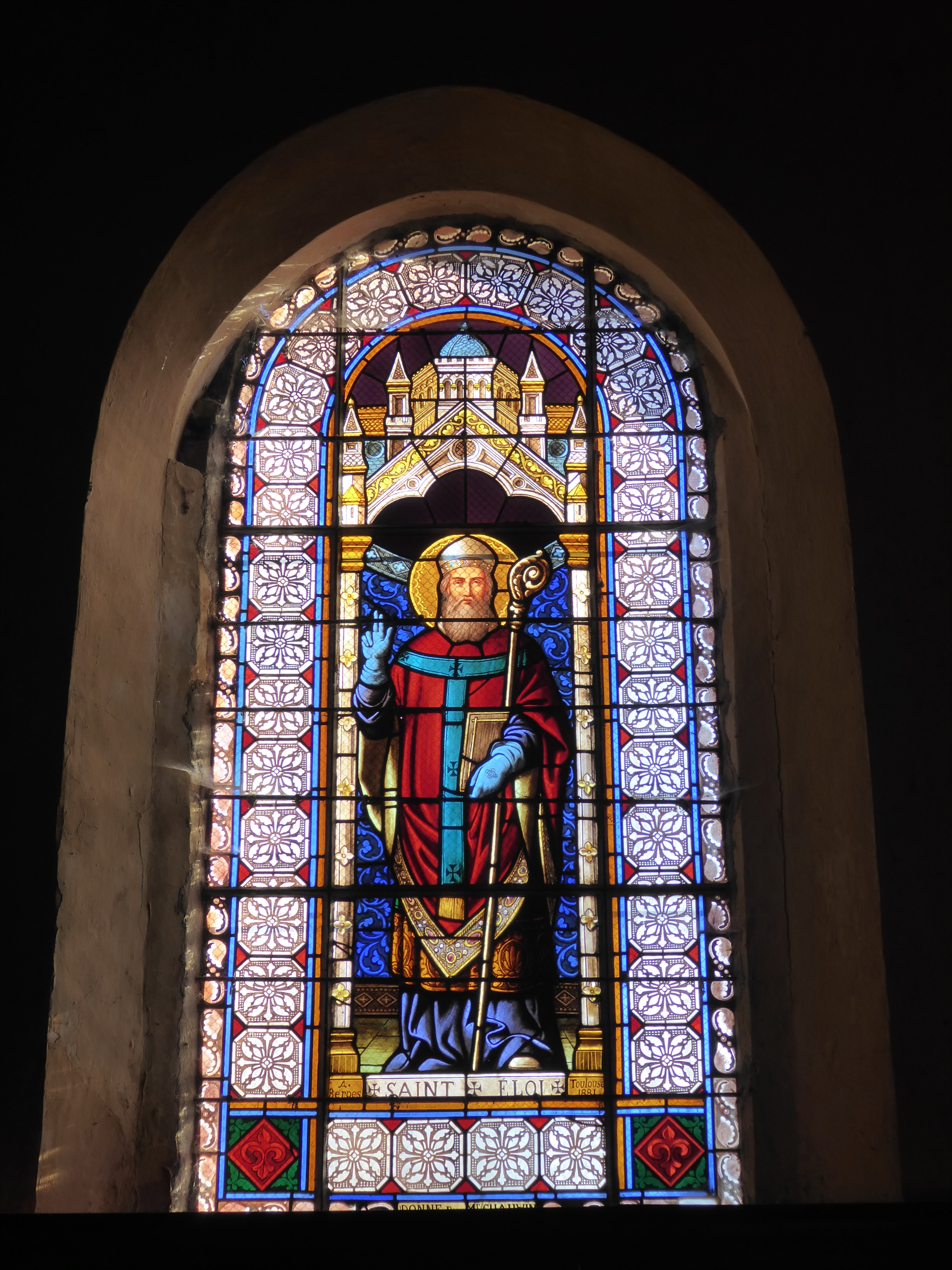
Baie 6, Saint-Éloi, Amédée Bergès, Toulouse, 1881.
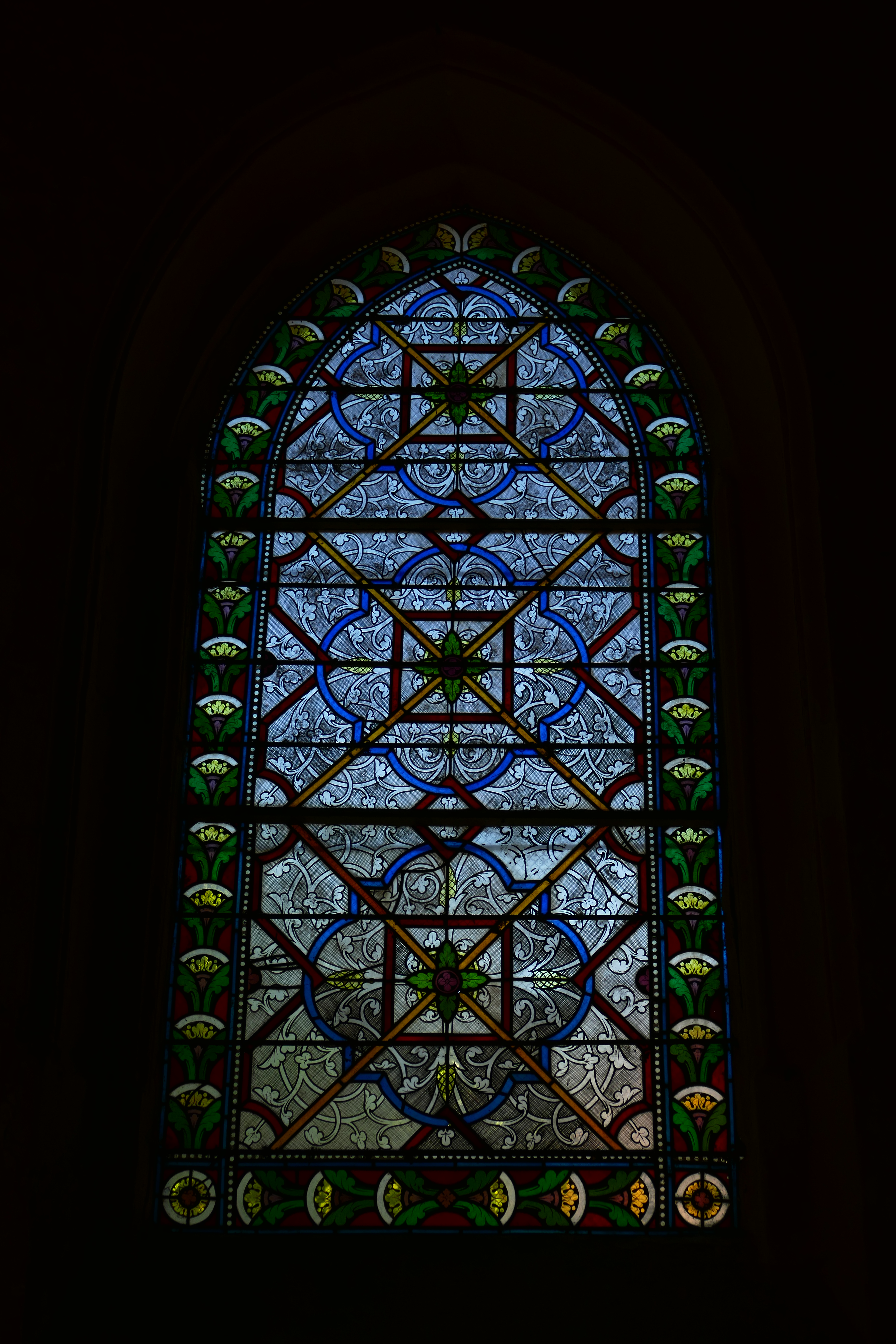
Baie 7, rinceaux et cage à mouche, XIXe siècle.
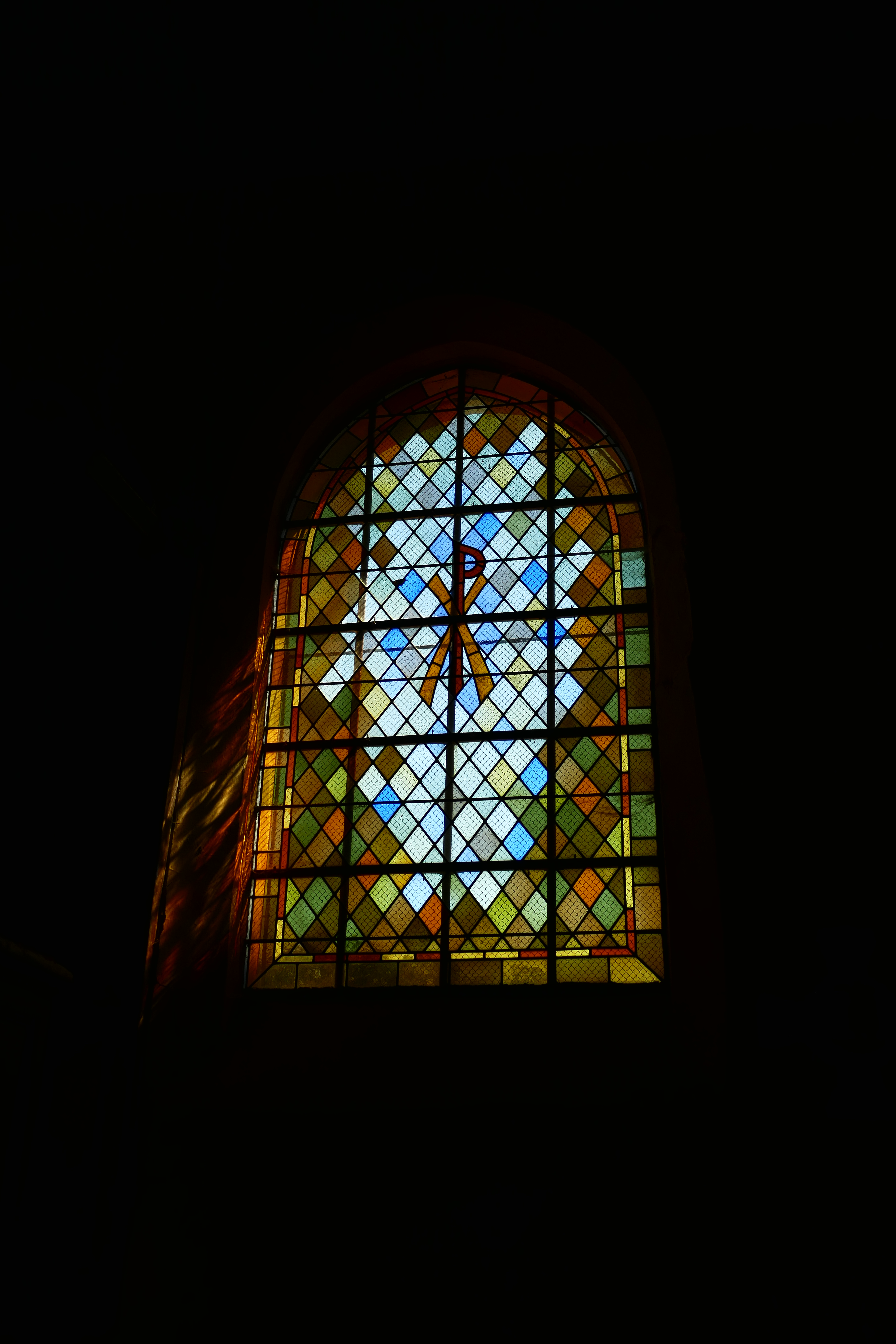
Baie 8, losanges et XP.
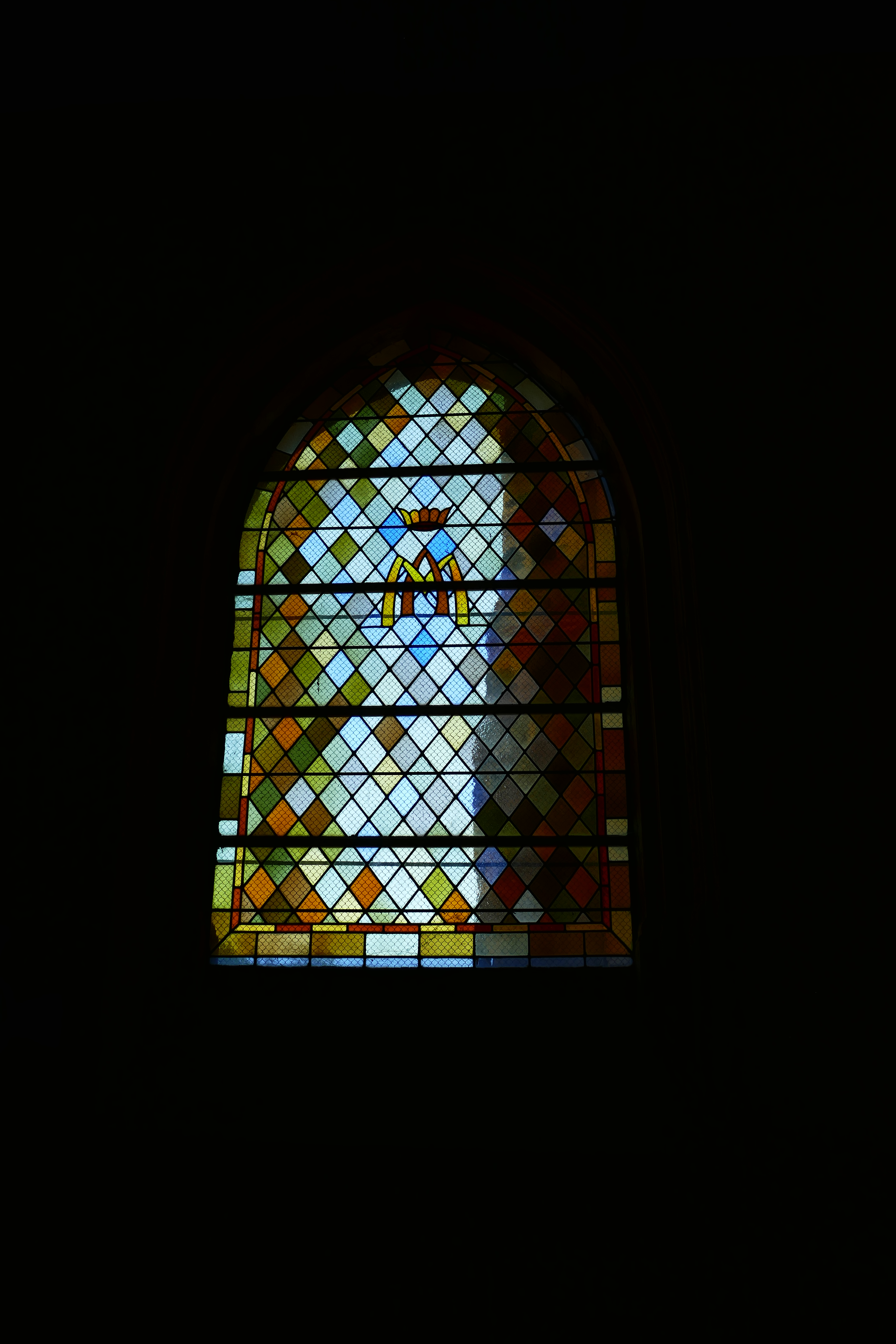
Baie 10, losanges et AM.

#### Château fort
Il ne reste plus que les caves du château.

### Personnalités liées à la commune
- Charles du Hamel, tué à la bataille de Rocroi le 26 août 1657[21].